# Landing Craft, Tank

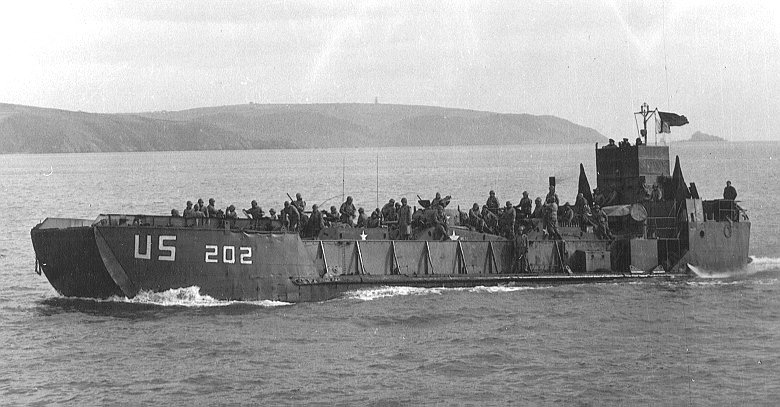
LCT-202 der U.S. Navy.

Das Landing Craft, Tank (auch Landing Craft Tank) war ein kleineres Landungsschiff für amphibische Operationen. Je nach Aufgabenstellung beförderte es bis zu vier Panzer, Radfahrzeuge, Truppen und Nachschubgüter, wurde aber im Laufe der Zeit auch für Spezialaufgaben eingesetzt. Die gebräuchliche Benennung lautete LCT.
Ursprünglich eine britische Entwicklung, wird das LCT jedoch auf Grund medialer Wahrnehmungen überwiegend mit den USA in Verbindung gebracht. Erste Exemplare wurden während des Zweiten Weltkriegs von der Royal Navy und der United States Navy eingesetzt. Zu den unterschiedlichen Zwecken fanden sie auch noch während des Koreakriegs und des Vietnamkriegs Verwendung.

## Baugeschichte

Anlandung eines Panzers bei einer Erprobung 1942 in Großbritannien

Nach der Evakuierung Dünkirchens war es ersichtlich geworden, dass die weitere Kriegsführung auf dem europäischen Kontinent nur nach einer amphibischen Operation würde wieder aufgenommen werden können. Winston Churchills Forderung nach einem schwimmenden Gerät, das einen oder auch mehrere Panzer würde transportieren können, führte letztendlich zur Entwicklung des „Combined Operations Craft“. Mitte 1940 trafen britische Konstrukteure zusammen, um ein solches Gerät zu entwerfen. Das führte dann im November 1940 zum Bau eines ersten Exemplars durch die Schiffswerft Hawthorn Leslie in Hebburn. Es wurde als „LCT Mk I“ oder auch als „LCT(1)“ bezeichnet.
Die später auch in den USA hergestellten Geräte erhielten die Bezeichnungen Mark V und Mark VI, wobei die LCT Mk V lediglich über eine Bugrampe verfügten, während die Mk VI mit je einer Rampe an Bug und Heck ausgestattet waren. Die LCT waren nur geringfügig gepanzert und meist nicht bewaffnet. Gebaut wurden die Modelle (neben dem Prototyp Mk I) Mk III, Mk IV, Mk V und Mk VI.
Ihre Dimensionen waren so ausgelegt, dass jeweils ein Fahrzeug auf einem hochseetauglichen „LST (Landing Ship Tank)“ befördert werden konnte.

## Umrüstungen und Modifizierungen

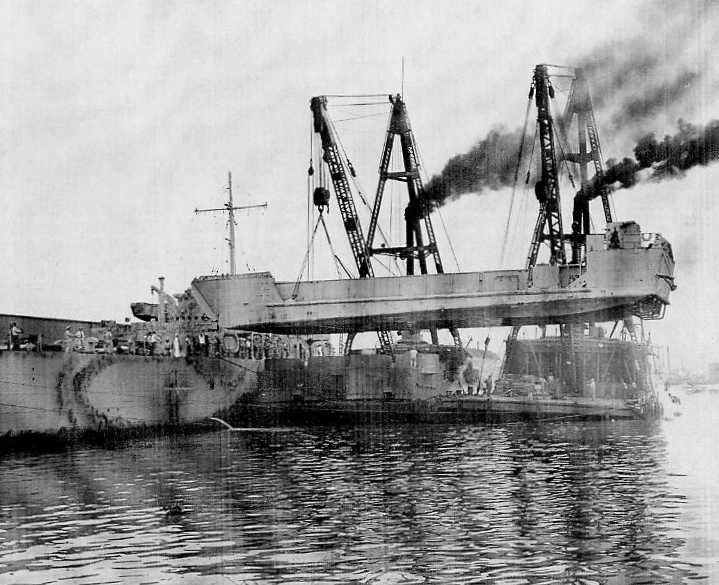
Ein LCT bei der Verladung

Zusätzlich zur ursprünglichen Verwendung als Verbringungsmittel für Fahrzeuge, Truppen und Güter erwies sich das LCT als brauchbare Plattform für viele Sonderaufgaben. Insbesondere für die Invasion in der Normandie wurde eine Anzahl von LCTs zur Wahrnehmung von  Spezialaufgaben umgerüstet.
- Flugabwehr

Um die Fliegerabwehr der anlaufenden Konvois und innerhalb der Operationszone zu verstärken, wurde bereits 1942 eine Anzahl der LCTs zu schwimmenden Flugabwehrbatterien umgebaut und in LCF (Landing Craft, Flight defence bzw. defense) umbenannt. Die meisten dieser Fahrzeuge waren mit leichten Flugabwehrwaffen ausgestattet. Hierbei handelte es sich um jeweils acht 20-mm-Oerlikon-Kanonen und  vier 2pdr-(40 mm)-Pom-Pom-Flugabwehrgeschütze. Der Prototyp LCF-1 war mit zwei 4-Zoll-Zwillingsgeschützen ausgerüstet.
- Feuerunterstützung

Einige der Mark III Geräte wurden als Landungsunterstützungsschiffe mit Geschützen oder Raketenwerfern ausgestattet und erhielten die Bezeichnung „Landing Craft Gun (Large)“ LCG(L) oder „Landing Craft, Tank (Rocket)“ LCT(R). Die LCG(L) waren mit je zwei ursprünglich von Zerstörern stammenden QF-4.7-inch-Kanonen (12,0 cm) ausgerüstet, die LCT(R) führten über 1000 Starterrahmen für 5-Zoll-Raketen (12,5 cm). Diese wurden jeweils in Salven zu 24 Stück abgefeuert. Erstmals eingesetzt wurden beide Ausführungen bei der alliierten Landung auf Sizilien. Bei der Landung in der Normandie kamen etwa 60 Boote beider Varianten zum Einsatz. Vier der LCG(L) waren zu diesem Zeitpunkt bereits an die USA abgegeben worden.
- Anderweitige Verwendungen

Ein Teil der Fahrzeuge wurde zu Reparaturschiffen oder Minensuchern umgebaut. 26 Exemplare vom Typ Mk III erhielten eine Panzerung und die Benennung LCT(A) „Landing, Craft Tank (Armored)“. Das verringerte ihre maximale Transportfähigkeit um etwa 30 Tonnen. Es konnten deshalb statt vier nur noch drei Panzer befördert werden. Diese Boote waren für den Einsatz in der ersten Welle bei einer amphibischen Landung gedacht. Durch den Umbau der Rampe war es möglich, dass die beiden vorderen Panzer über die abgesenkte Rampe bereits während der Anfahrt auf den Strand feuern konnten.

### Nachkriegszeit
Nach dem Ende des Zweiten Weltkriegs wurden die übriggebliebenen Mk V der US Navy verschrottet oder zur zivilen Nutzung verkauft. Trotzdem wurden danach noch Exemplare des Modells Mk V angefertigt, die mit verbesserten Unterbringungsmöglichkeiten für die Mannschaft ausgestattet waren. Einige dieser Schiffe wurden noch während des Vietnamkriegs eingesetzt. Inzwischen nur noch als Zubringer für die auf Reede liegenden Nachschubtransporter im Einsatz, führten sie nunmehr die Bezeichnung „Harbor Utility Craft (YFU“). Die Mk-VI-Fahrzeuge wurden umklassifiziert und als „Utility Landing Ship (LSU)“ weiterhin in Betrieb gehalten. Im Jahre 1949 erfolgte eine erneute Umklassifizierung in „Landing Craft Utility (LCU)“. Davon wurden in den Jahren 1948–1949 sechs Geräte für den Einsatz in der Arktis umgerüstet.
14 LCU aus britischer und zwei aus US-Fertigung waren zuletzt bei der Rhine River Patrol in Deutschland im Einsatz.
Ein LCT wurde von der NASA 1964 als Retriever übernommen und als Ausbildungsschiff für die Rettung von Astronauten eingesetzt.

## Produktion

### Produktion in den USA
In den USA wurden insgesamt 1435 dieser Fahrzeuge hergestellt, davon 965 während des Zweiten Weltkrieges. Generalunternehmer war die „Darby Steel Plant“ in Kansas City (Kansas). Von dort fuhren die Schiffe über 1600 Kilometer den Missouri und den Mississippi hinunter bis nach New Orleans, wo sie auf Frachtschiffe verladen wurden. Diese Praxis brachte den LCT's den Spitznamen „Prairie Ships“ ein.
Die Fahrzeuge mit den Rumpfnummern LCT-401 bis LCT-500 (alle vom Typ Mk V) wurden von New York Shipbuilding in Camden, New Jersey hergestellt.
Im Jahre 2004 war noch ein einzelnes dieser Fahrzeuge als sich im Einsatz befindlich bekannt. Es war dies LCT-203, das unter dem Namen Outer Island  als Arbeitsschiff auf dem Oberen See fuhr.

### Produktion in Großbritannien
Vom Typ Mk IV wurden hier insgesamt 864 Stück angefertigt.
Das Fahrzeug mit der Nummer HM LCT (3) 7074 war dem Warship Preservation Trust (WPT) übergeben worden und lag auf der Wirral Halbinsel im Nordwesten Englands, bis es nach der Auflösung des WPT im Jahre 2006 von den Eignern der Sammlung an die „Mersey Docks and Harbour Company“ am Fluss Mersey übergeben wurde. Seit 2020 kann es als Museumsschiff LCT 7074 im Rahmen der Ausstellung The D-Day Story in der südenglischen Hafenstadt Southsea besichtigt werden.

## Bauartbeschreibung

### LCT Mk III
- Erstmals im Einsatz im Mai 1941.
- Fertigungsmenge: 235
- Wasserverdrängung:  305 ts
- Länge: 191 ft / 58 m
- Breite: 31 ft / 9,4 m
- Antrieb: „Paxman“ Dieselmotor (71 Exemplare mit „American Sterling Admiral petrol“ Motoren)

### LCT Mk IV
- Länge:  185,5 ft / 56,5 m
- Tiefgang: etwa 3 ft / 0,91 m
- Ladekapazität: 9 M4-Sherman-Panzer oder 9 Cromwell-Panzer oder 6 Churchill-Panzer, oder 300 Tonnen Material.

Im Unterschied zu den gängigen Fahrzeugen dieses Verwendungszwecks lag die Decksfläche hier über der Wasserlinie. Etwa 750 Landungsboote vom Typ MK IV wurden gebaut, ausgehend von der Nummer 501. Sie waren speziell für die flachen und seichten Küstengewässer der Normandie entwickelt worden.

### LCT Mk V
- Wasserverdrängung: 133 ts
- Länge: 117 ft / 35,7 m
- Breite: 32 ft / 9,8 m
- Tiefgang: 2 ft 10 in / 0,9 m am Bug, 4 ft 2 in / 1,3 m  Heck (bei Anlandung)
- Höchstgeschwindigkeit: 8 knots (15 km/h)
- Bewaffnung: 2 × 20 mm Oerlikon
- Mannschaft: 1 Offizier, 12 Mannschaften
- Transportkapazität:  5 × 30-ton (27 t) oder 4 × 40-ton (36 t) oder 3 × 50-ton (45 t) Panzer; oder 9 LKW; oder 136 t Material
- Antrieb: drei Gray 225 hp (168 kW) Dieselmotoren; drei Schrauben

### LCT Mk VI
- Wasserverdrängung: 314 t
- Länge: 119 ft (36,3 m)
- Breite: 32 ft (9,8 m)
- Tiefgang: 3 ft 7 in (1,1 m) Bug, 4 ft (1,2 m) Heck (bei Anlandung)
- Höchstgeschwindigkeit: 8 knots (15 km/h)
- Bewaffnung: 2 × 20 mm
- Besatzung: 1 Offizier, 12 Mannschaften
- Transportkapazität: 4 Mittlere oder 3 × 50-ton (45 t) Panzer; oder 136 t Material; zusätzliche Unterbringungsmöglichkeit für acht Soldaten
- Antrieb: drei Gray 225 hp (168 kW) Dieselmotoren; drei Schrauben